# Beaumontel
Beaumontel település Franciaországban, Eure megyében. Lakosainak száma 634 fő (2022. január 1.). Beaumontel Barc, Beaumont-le-Roger, Bray, Launay és Goupil-Othon községekkel határos.

## Népesség
A település népességének változása:
| Lakosok száma | 533  | 763  | 745  | 715  | 678  | 676  | 657  | 641  | 636  | 634  |
|               | 1968 | 1982 | 1990 | 2006 | 2013 | 2015 | 2017 | 2019 | 2020 | 2022 |